# Дённигес, Елена фон
Елена фон Дённигес (нем. Helene von Dönniges, в замужестве Раковица (Racowitza), Фридман (Friedmann) и фон Шевич (von Schewitsch); 21 марта 1843, Берлин — 1 октября 1911, Мюнхен) — немецкая писательница и актриса.

## Биография
Елена фон Дённигес — первый ребёнок в семье Вильгельма фон Дённигеса, дипломата на службе кронпринца Максимилиана Баварского, и его супруги Франциски, урождённой Вольф. Когда отец Елены лишился должности при дворе, семья проживала в Ницце, где Елена прослыла королевой балов и влюбилась в лейтенанта Отто Пауля фон Крузенштерна, внука исследователя Адама Иоганна фон Крузенштерна. Отец воспротивился этой связи и отправил Елену после помолвки с Отто фон Ренненкампфом в конце 1861 года к бабушке в Берлин.
В Берлине Елена фон Дённигес помолвилась с юным валахом Янко Грегором фон Раковицей, но отменила помолвку после знакомства с Фердинандом Лассалем. В 1864 году состоялась помолвка Дённигес и Лассаля, которой противился отец Елены из-за революционных взглядов и еврейского происхождения жениха. В конце концов Дённигес отказалась от Лассаля и отменила помолвку, из-за чего Лассаль вызвал её отца на дуэль. Бывший жених Елены Раковица принял этот вызов на дуэль вместо старого Дённигеса и тяжело ранил Лассаля на дуэли. Через три дня Лассаль умер от ран. Эти обстоятельства вызвали сенсацию в обществе: для социалистов Дённигес стала «убийцей», а Раковица подвергся судебному преследованию. Летом 1865 года Раковица и Дённигес поженились в Валахии. Раковица умер через полгода после женитьбы в том же 1865 году и был похоронен в Ницце.
Елена фон Дённигес отправилась в Берлин, мечтая об актёрской карьере. 3 января 1868 года Дённигес вышла замуж за своего учителя Зигварта Фридмана. Театральный дебют Елены состоялся только в 1871 году на сцене Шверинского придворного театра. Из Мекленбурга супруги переехали в Вену, где Дённигес пользовалась скорее своей прежней славой, чем актёрской, и стала моделью для Ганса Макарта. Летом 1873 года Дённигес и Фридман развелись. Елена фон Дённигес продолжала выступать под именем «принцесса фон Раковица», вскоре исчезла и объявилась в Санкт-Петербурге, познакомившись с социалистом Сергеем фон Шевичем. В 1877 году вместе с Шевичем Дённигес отправилась в США, где работала актрисой, а её супруг работал в «Нью-Йоркской народной газете». Дённигес в США не хватало привычного аристократического стиля жизни, в 1890 году супруги вернулись в Европу и с 1892 году проживали в Мюнхене. Супруг Дённигес стал известен как литератор, а Дённигес занялась теософией и духовидчеством и опубликовала несколько романов и воспоминания о своём романе с Лассалем. После 1905 года супруги оказались в сложном экономическом положении, которое заставило Шевича заняться мошенничеством с векселями и другими уголовно наказуемыми деяниями, однако он умер 27 сентября 1911 года, избежав тем самым судебного преследования и наказания. Елена фон Дённигес покончила жизнь самоубийством четыре дня спустя, приняв морфий.

## Сочинения
- Ererbtes Blut. Roman in zwei Büchern, Berlin 1892
- Gräfin Vera. Roman in drei Theilen, München 1882
- In maiorem dei gloriam, Berlin 1911
- Meine Beziehungen zu Ferdinand Lassalle, 1. Auflage Berlin 1879
- Von anderen und mir. Erinnerungen aller Art, Berlin 1909
- Praktisch-theosophische Winke von einer Okkultistin, Leipzig 1904
- Wie ich mein Selbst fand. Äußere und innere Erlebnisse von einer Okkultistin, Berlin 1901
- Die Geheimlehre und die Tiermenschen in der modernen Wissenschaft, in: Lucifer-Gnosis, hg. v. Rudolf Steiner, H. 29.30,31, 1906